# 老斤里事件

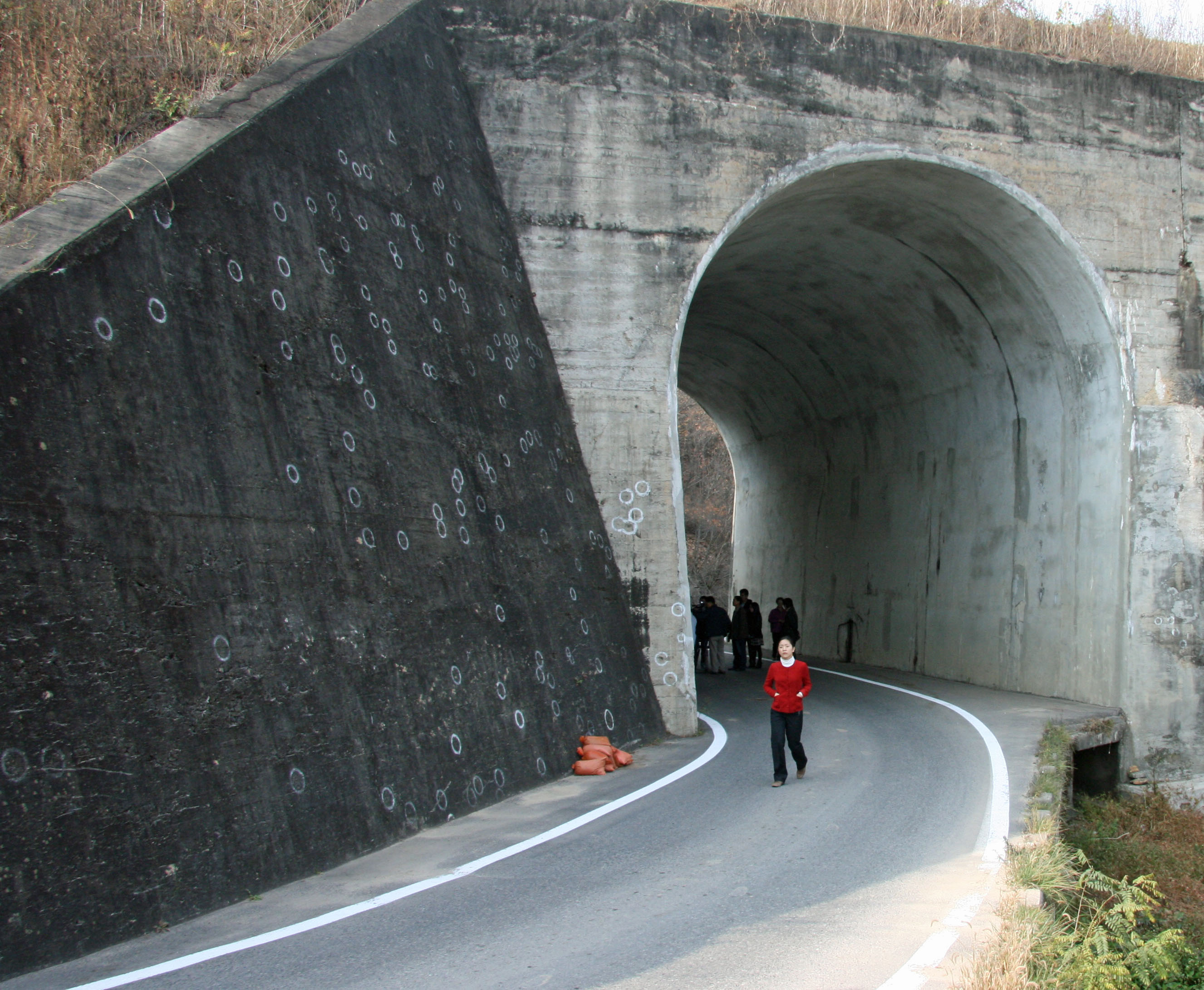
事件現場的京釜線鐵路橋，圖左可見白漆圈起的彈痕

老斤里事件，常音译為「老根里事件」、「老根里屠杀」，是朝鲜战争中在韩国忠清北道永同郡老斤里的事件。1950年7月，当一群朝鲜难民接近一座铁路桥旁的美军阵地时，美軍第7騎兵團2营的官兵向他们开火，之后有飞机加入扫射，死亡数字长期称为400-500人，2005年韩政府报告说有163人死亡失踪，55人受伤，但补充说还有不少受害者的名字没有上报。

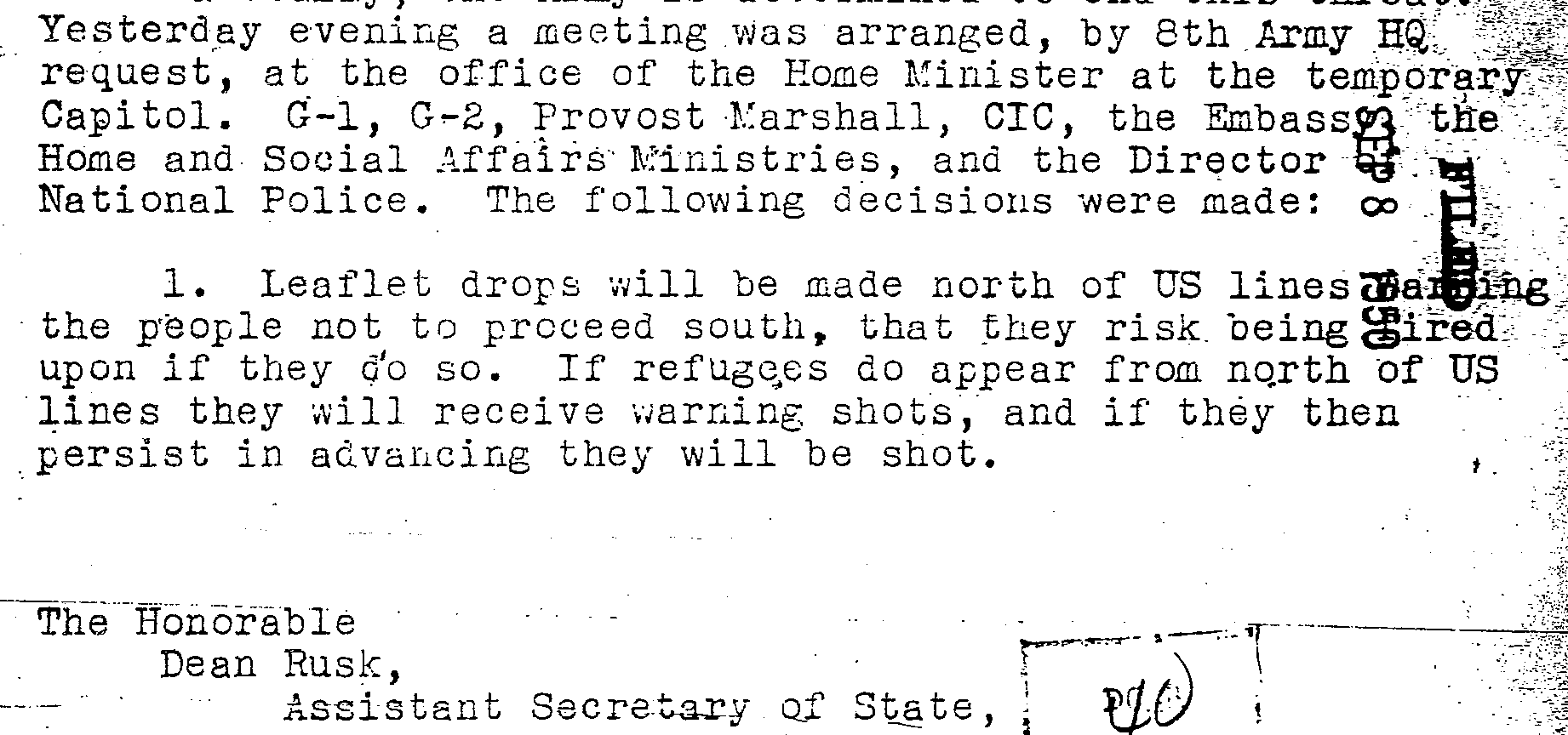
美國駐韓國大使約翰·穆西奧致遠東事務助理國務卿迪安·魯斯克的信件片段。信中說美韓共同決定：將空投傳單警告難民勿往南逃。接近美軍防線的難民在鳴槍警告不聽後，將遭槍擊。

2001年美国防部声明说这次事件是一次战争中难以避免的悲剧，并非蓄意行为而拒绝道歉与赔偿要求。后来解密了一批文件，其中有1950年美國駐韓大使館的报告，说美军在整个战区下达了射击接近的难民群的命令，因为朝鲜人民军在使用将士兵混在难民中的战术:v。据一份战争日记描述了美军对难民的两难处境：
没人想向平民开枪，但是那些看上去人畜无害的，穿着传统白装的难民有不少摇身一变成了帮北朝鮮軍运送弹药重武器（把它们藏在农车里）的人，有的干脆就背在背上的包里。有很多次我们观察到士兵脱下军装换成平民服装，过一阵子又换回去，难民的数量是如此的多我们根本不可能一个个去检查。:37
大田战役中人民军就是用这方法将部队渗透到美24步兵师后方，从而赢得胜利，俘获了战争中最高阶的美国俘虏迪安少将。